# 친난구

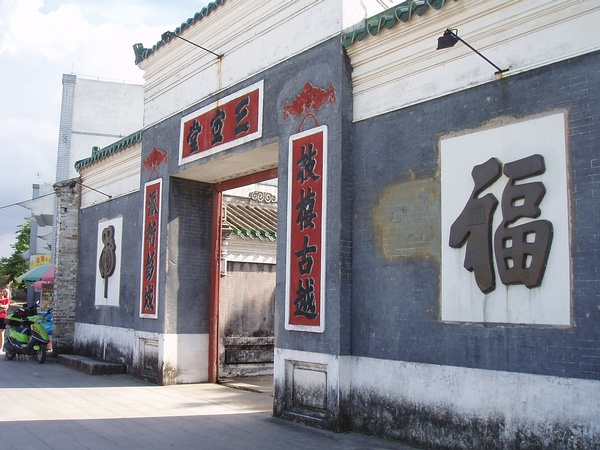

친난구(한국어: 흠남구, 중국어: 钦南区, 병음: Qīnnán Qū)는 중국 광시 좡족 자치구 친저우 시의 현급 행정구역이다. 넓이는 1972km2이고, 인구는 2007년 기준으로 600,000명이다.

## 기후
연평균 기온은 22 °C이고 연평균 강수량은 2113.7mm이다. 무상일수는 354일이고 연일조시간은 1801시간이다.

## 행정 구역
4개 가도, 12개 진을 관할한다.
- 가도: 向阳街道, 水东街道, 文峰街道, 南珠街道.
- 진: 沙埠镇, 康熙岭镇, 黄屋屯镇, 尖山镇, 大番坡镇, 龙门港镇, 犀牛脚镇, 久隆镇, 东场镇, 那丽镇, 那彭镇, 那思镇.